# Legion of Mary
Legion of Mary a été un groupe musical américain formé par Jerry Garcia, guitariste du groupe de San Francisco, le  Grateful Dead. Se produisant  sous le nom Merl & Jerry, depuis 1972 dans différents pubs et salles de concerts et Universités de la Bay Area. C'est durant l'année 1974 que le nom de Legion of Mary est choisi par le duo, autour d'un groupe composé de Merl Saunders (claviers & chant), Jerry Garcia (Guitare & Chant) John Kahn (basse), Martin Fierro (saxophone) et Paul Humphrey (Batterie)ou Bill Vitt. Ces derniers seront remplacés par Ron Tutt (Batterie), en février 1975, ancien batteur d'Elvis Presley.
Le groupe a duré du 12 juillet 1974 au 5 juillet 1975.
Le répertoire du groupe était des plus éclectiques, oscillant sensiblement autour du blues, du rhythm and blues, mais aussi des ritournelles « à la mode », du reggae (The Harder They Come), des standards du répertoire américain tels que My Funny Valentine, des chansons de Bob Dylan, Positively 4th Street, I Second That Emotion (en), dont Jerry Garcia a toujours été un immense fan et un interprète de 1er plan, ou encore Randy Newman dont ils reprennent le You Can Leave Your Hat On, datant de 1972, plus de 10 années avant que Joe Cocker en 1986 et surtout Adrian Lyne, dans son film 9 Semaines et 1/2 n'en fasse un hit planétaire. L'essentiel ici était de se faire plaisir, de jouer sans se soucier des modes et des genres, les mélodies que l'on aimaient, et bien sûr de "jammer" sans limite ni contrainte.
La popularité du groupe grandissant, une tournée de la Côte Est des États-Unis est organisée en 1975.
En 1979 Jerry Garcia et Merl Saunders et John Kahn reformeront à nouveau un ultime groupe ensemble, Reconstruction.

## Discographie
- The Jerry Garcia Collection, Vol 1: Legion of Mary
- Garcia live, volume Three, Paramount Theater, Eugene, Oregon, 14 et 15 décembre 1974.

## Référence
Martin Fierro interview prodcast on DGold.info, August 1, 2006.